# Sankt Oswald (Bad Kleinkirchheim)
Sankt Oswald è una frazione che fa parte del comune di Bad Kleinkirchheim nel distratto di Spittal an der Drau situato nel Land della Carinzia in Austria. Ha una popolazione di 168 abitanti (secondo l'ultimo censimento del 2001).

## Geografia
La frazione di Sankt Oswald si trova ad un'altitudine di 1319 m. s.l.m. ed è ben collegato con la città di Bad Kleinkirchheim, che si trova più a valle, a circa 1080 metri.

## Monumenti d'interesse

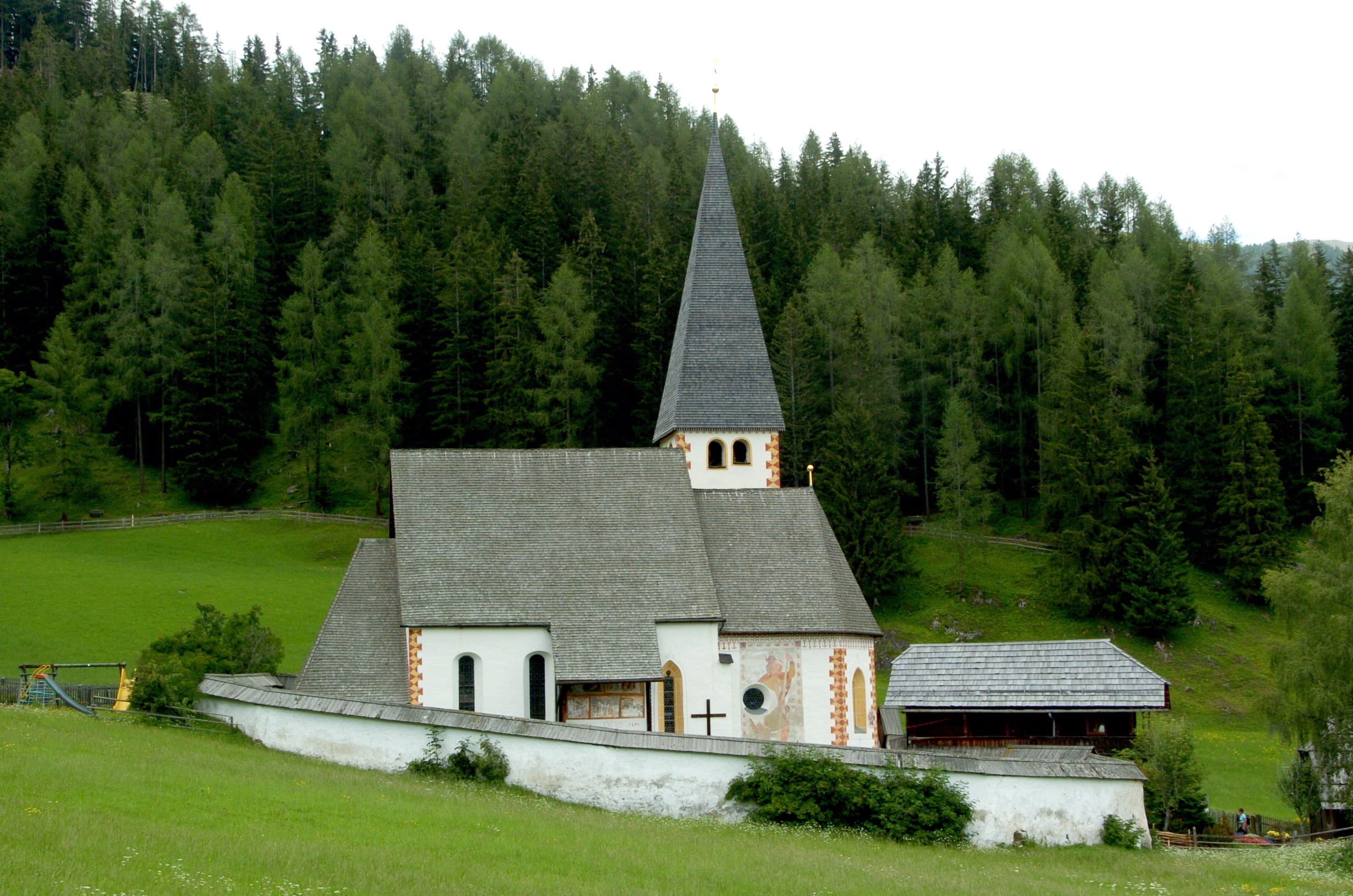
Chiesa di Sant'Osvaldo

Il paese si sviluppa intorno alla chiesa di Sant'Osvaldo. La chiesa (Pfarrkirche Sankt Oswald ob Bad Kleinkirchheim), fu costruita nel 1554 in stile gotico, mentre gli altari sono in stile barocco. Sull'altare maggiore si trova la Pala di Sant'Osvaldo, del 1678. L'organo fu costruito nel 1837, uno degli ultimi esemplari con le canne in legno della regione.